# لطيف نصيف جاسم
لطيف نصيف جاسم الدليمي هو سياسي عراقي وقيادي في حزب البعث العربي الاشتراكي، ولد سنة 1941.وتوفي في 30 آب 2021.
انضم لحزب البعث سنة 1957، واعتقل بعد حركة 18 تشرين الثاني 1963.
تخرج من كلية العلوم في جامعة بغداد سنة 1966، وعمل في الملحقية الثقافية العراقية في موسكو. عمل مديرا للإذاعة والتلفزيون سنة 1974، ثم شغل مناصب وزارية منذ عام 1977 حتى عام 1996، حيث عين وزيرا للزراعة والإصلاح الزراعي في 5 نيسان 1977 خلفا لحسن فهمي جمعة، وبقي في هذا المنصب حتى تولي صدام حسين منصب الرئاسة سنة 1979، فشغل منصب وزير الثقافة والإعلام حتى سنة 1991. بعدها شغل منصب مستشار لرئيس الجمهورية سنة 1991، ثم شغل منصب وزير العمل والشؤون الاجتماعية في حكومة أحمد حسين خضير سنة 1993-1994، وبقي في المنصب حتى سنة 1996.
كان عضوا في مجلس قيادة الثورة منذ سنة 1982 حتى سنة 1991، ثم منذ سنة 1994 حتى احتلال العراق سنة 2003، كذلك كان عضوا في القيادة القطرية لحزب البعث العربي الاشتراكي في العراق للفترة 1994 - 2003.
كان اسمه مدرجا في قائمة العراقيين المطلوبين لدى الولايات المتحدة بتسلسل 18، وصورته على بطاقة عشرة ♣ في مجموعة أوراق اللعب لأهم المطلوبين العراقيين.
ألقي القبض عليه في 9 حزيران/يونيو 2003، وحكم عليه بالسجن مدى الحياة في عام 2009 في قضية أحداث صلاة الجمعة.
في عام 2017، أقر مجلس النواب العراقي قانونا ينص على مصادرة الأموال المنقولة وغير المنقولة لكل من صدام حسين وزوجاته وأولاده وأحفاده وأقربائه حتى الدرجة الثانية ووكلائهم ومصادرة أموال قائمة من 52 من أركان النظام السابق، كان من بينهم لطيف نصيف جاسم.

## مؤلفاته
- الاعلام ومسيرة الواقع: أحاديث في معنى الإعلام الداخلي في زمن الحرب، 1986
- بابل لن تحرق مرتين: أحاديث 86 في آفاق التصدي الثقافي الإعلامي للعدوان الإيراني الصهيوني، 1986
- الصحافة الدور والمسؤوليات، 1989

## وفاته
توفي في بغداد في 30 آب 2021 على أثر جلطة قلبية.

## وصلات خارجية
- قصة وزير الثقافة السابق لطيف نصيف جاسم